# 陳朝傳
陳朝傳（1929年5月8日—2013年10月18日），生於日治台灣台北州新莊郡五股庄（今新北市五股區），為企業家陳勇次子，接掌士林紙業與萬海航運，為台北士林萬海陳家的一份子。陳朝傳在生前列名亞洲富豪第115名，2008年，其家族被美國富比世雜誌列為台灣最有錢家族第29名。

## 生平
陳朝傳為企業家為陳勇次子，其兄陳秀實，其弟陳朝亨、陳清治。1929年（昭和四年），陳朝傳在台北縣五股出生，受日式教育長大。在台北市立工商專校（今國立臺北商業大學）畢業後，進入家族事業，與父兄一起做生意。
1945年，中華民國接收台灣。陳勇改組華興商行為台實貿易公司，派長子陳秀實至日本開設公司，陳朝傳在台灣幫忙父親，從事以青果輸出為主的生意。1960年，陳勇與友人接手了台灣紙業公司的士林廠，改組為士林紙業，陳朝傳進入士林紙業工作。
1969年，陳勇進行分家，由陳朝傳負責士林紙業。其家族事業除士林紙業與萬海航運外，還有誼遠科技、台北港貨櫃碼頭及多家投資公司。
1986年，與八里前代表會主席楊秀雄共同創辦八仙樂園。在楊秀雄死後，陳朝傳獨資經營，並交給其長女管理。
1979年至1999年間，陳朝傳任萬海航運董事長。1999年，將萬海航運董事長一職交給其弟陳朝亨，陳朝傳出任中國驗船中心董事長，直到2006年卸任。
2000年5月，陳水扁總統聘任為國策顧問。
在閒暇時間，陳朝傳喜愛賽鴿運動，曾任亞洲鴿協聯盟秘書長及台灣省體操會主任委員等職務。也曾任台灣高爾夫球場俱樂部會長，台灣區造紙工業同業公會理事長。
2008年6月，陳朝傳，與其弟陳朝亨及陳清治，三人同時退出萬海航運董事會，其子陳柏廷接下萬海航運董事長，正式完成家族接班。
2013年，陳朝傳過世，其子陳柏廷繼任士林紙業董事長。

## 家庭
陳朝傳妻子為蘇荇，還有二名側室。共有五個女兒，大房長女陳慧穎，次女陳慧玲，三女陳慧容。二房生下陳音如，陳美如。因為膝下無子，收養弟弟陳朝亨的3子陳柏廷當養子。後由陳柏廷接管家族事業。
長女陳慧穎接掌八仙樂園。

## 爭議事件

### 性侵疑案
2001年，新黨立委謝啟大與律師王清峰，陪同一名匿名女子召開記者會，指控陳朝傳涉及性侵。陳朝傳於5月14日公開回應，否認性侵，聲稱與該名女子已經認識六年，雖曾發生多次性行為，但都是對方主動，雙方同意。雙方說法不同。
經檢方偵訊後，認為該名女子的證詞有多處不清楚，決定不起訴。

### 士林紙業掏空案
2012年，陳朝傳涉及成立一間空頭公司，用來收購廢紙，再轉賣士林紙廠，借機掏空公司資產，不法獲利3.8億元，另涉嫌逃漏稅。根據空頭公司職員的證詞，士林地檢署於2014年依證交法、商業會計法、稅捐稽徵法起訴陳朝傳及其女兒陳音如、陳美如及士紙總經理陳建昆、前總經理、副總等十人。
在法院審理期間，陳朝傳過世，依法不起訴。2015年，台北地院一審，宣判其兩位女兒及士紙總經理等人無罪。